# Oreochromis hunteri
Oreochromis hunteri ist eine Fischart aus der Familie der Buntbarsche (Cichlidae), die im Chala-See an der Grenze zwischen Kenia und Tansania endemisch vorkommt.

## Merkmale
Oreochromis hunteri erreicht eine Länge von 30 cm. Sein Körper ist in etwa 2,8 mal so lang wie hoch. Die Schnauze ist lang, das Maul ist endständig. Die in Reihen angeordneten Zähne sind sehr klein. Die Pharyngealia ist schmal. Ihre Breite liegt bei etwa 26 % der Kopflänge. Sie ist mit kleinen Zähnen besetzt, die sich vor allem im hinteren Bereich der Pharyngealia befinden. Die Schuppen auf Brust und Bauch sind sehr klein und der Übergang von den größeren Schuppen der Körperseiten zu den kleinen Brust- und Bauchschuppen erlogt bei einigen Individuen abrupt. Bei manchen Exemplaren sind die Schuppen auf dem Rücken ebenfalls klein. Der Schwanzstiel ist 1,3 mal länger als hoch. Männchen haben eine helle blaugraue Grundfarbe und zeigen auf dem Kopf und auf den Körperseiten ein dunkles Fleckenmuster. Der Rücken ist dunkler als der Bauch. Bei geschlechtsreifen Männchen sind die Rücken-, die After- und die Schwanzflosse sowie die Brustflossen dunkel. Die Rückenflosse hat einen orangefarbenen Rand. Weibchen sind einförmig grau bis olivfarben mit einem hellen Bauch.
- Flossenformel: Dorsale XVI–XVII/11–13; Anale III–IV/10–16.[1]
- Wirbel: 31–34.

## Lebensweise und Gefährdung

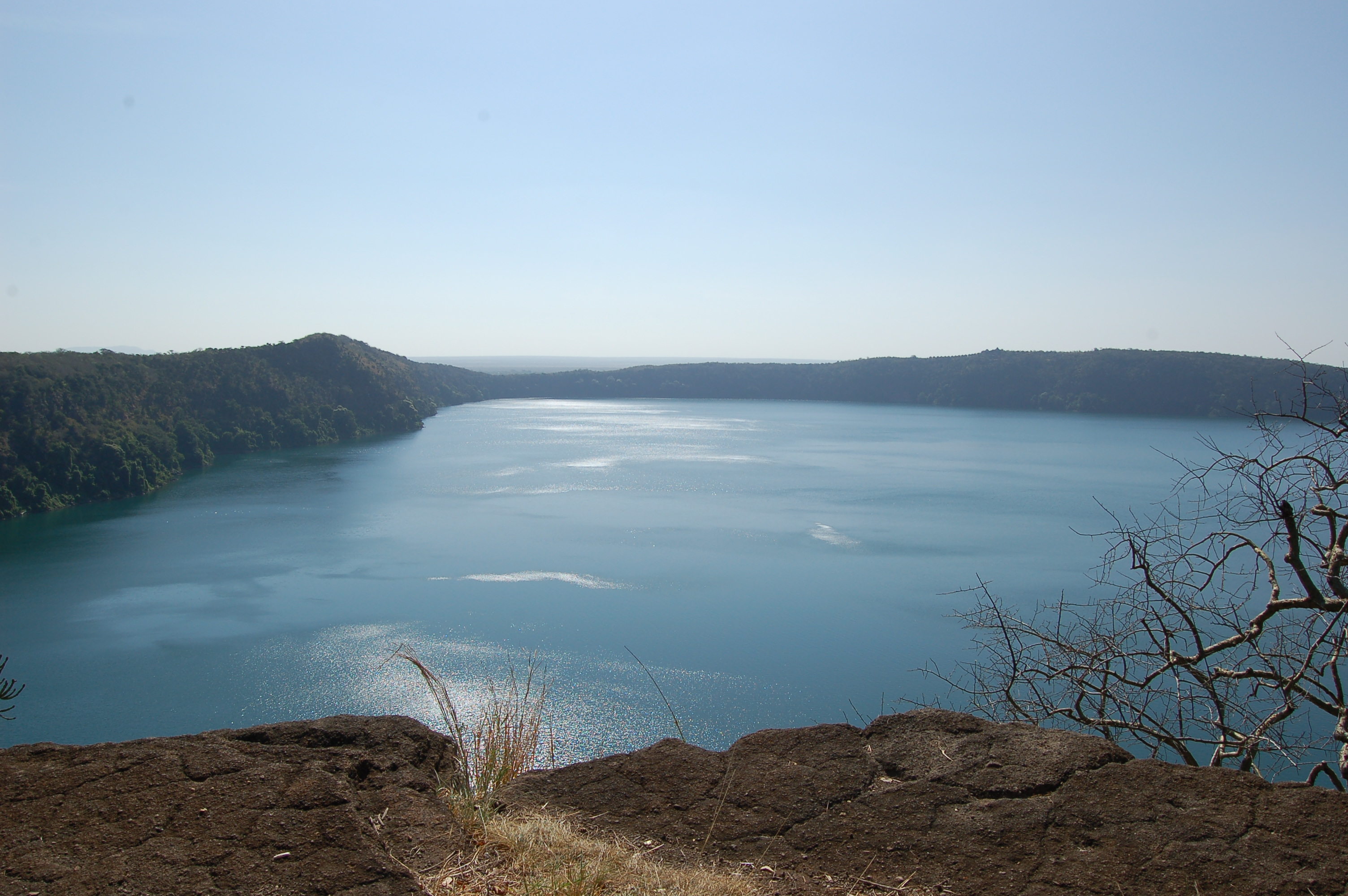
Chala-See

Oreochromis hunteri kommt ausschließlich im ostafrikanischen Chala-See vor, einem 4,2 km² großen Kratersee, dessen maximale Tiefe bei 90 Metern liegt. Die Fische ernähren sich von Algen und Detritus und sind maternale Maulbrüter, das heißt die Mutter übernimmt das Maulbrüten. Da die Fische inzwischen selten geworden sind, wahrscheinlich durch die Konkurrenz durch drei vom Menschen ausgesetzte, ursprünglich nicht im Chala-See heimische Buntbarscharten, gilt die Art inzwischen als stark bedroht (critically endangered). Zu den befürchteten Hybridisierungen mit Oreochromis cf. korogwe, der etwa 1990 in den See eingeführt wurde, ist es bisher nicht gekommen. Die drei vom Menschen eingeführten Buntbarscharten sind inzwischen häufiger als Oreochromis hunteri.

## Systematik
Die Art wurde im Jahr 1889 durch den deutsche Ichthyologen Albert Günther erstmals wissenschaftlich beschrieben. Dabei wurde auch eine neue Gattung eingeführt, Oreochromis, was übersetzt „Berg-Chromis“ lautet (von gr. óreios „gebirgsbewohnend“, und chromis), da die Fische aus der Umgebung des Kilimanjaro stammen. Oreochromis hunteri ist die Typusart der Gattung Oreochromis. Sie gehört zu einer kleinen Radiation von drei nah verwandten Oreochromis-Arten im Einzugsbereich des oberen Pangani. Oreochromis jipe aus dem Jipe-See ist die mit Oreochromis hunteri am engsten verwandte Art. Anhand der genetischen Variabilität wird geschlossen das die Vorfahren von Oreochromis hunteri vor etwa 25.000 Jahren in den Chala-See gelangt sind.

## Belege
1. 1 2  Oreochromis hunteri auf Fishbase.org (englisch)
2. ↑  Ethelwynn Trewavas (1983). Tilapiine fishes of the genera Sarotherodon, Oreochromis, and Danakilia /. London: British Museum (Natural History). doi:10.5962/bhl.title.123198, Seite 369–374.
3. ↑  Oreochromis hunteri in der Roten Liste gefährdeter Arten der IUCN 2006. Eingestellt von: Bayona, J.D.R., Odhiambo, E.A. & Hanssens, M., 2006. Abgerufen am 27. April 2019.
4. 1 2  Dieleman, J., Muschick, M., Nyingi, W.D. & Verschuren, D. (2018): Species integrity and origin of Oreochromis hunteri (Pisces: Cichlidae), endemic to crater Lake Chala (Kenya–Tanzania). Hydrobiologia, April 2019, Volume 832, Issue 1. DOI: 10.1007/s10750-018-3570-7
5. ↑  Moser, F.N., van Rijssel, J.C., Ngatunga, B., Mwaiko, S. & Seehausen, O. (2018): The origin and future of an endangered crater lake endemic; phylogeography and ecology of Oreochromis hunteri and its invasive relatives. Hydrobiologia, April 2019, Volume 832, Issue 1, DOI: 10.1007/s10750-018-3780-z.
6. ↑  Albert C. L. G. Günther (1889): On some fishes from Kilima-Njaro District. Proceedings of the Zoological Society of London, 1889 (1): 70-72.